# ブルッヘ市庁舎
ブルッヘ市庁舎（ブルッヘしちょうしゃ、オランダ語: Stadhuis van Brugge）は、ベルギー、ウェスト＝フランデレン州の州都であるブルッヘ市（仏：ブリュージュ）の市役所庁舎である。

## 概要
15世紀に完成したファサードを特徴とする、ゴシック様式の建築物である。

## 歴史
ファサードには、聖書及び歴史上の人物の人形が48体あったが、1792年にフランス共和国軍が全てを破壊した。

### 外観

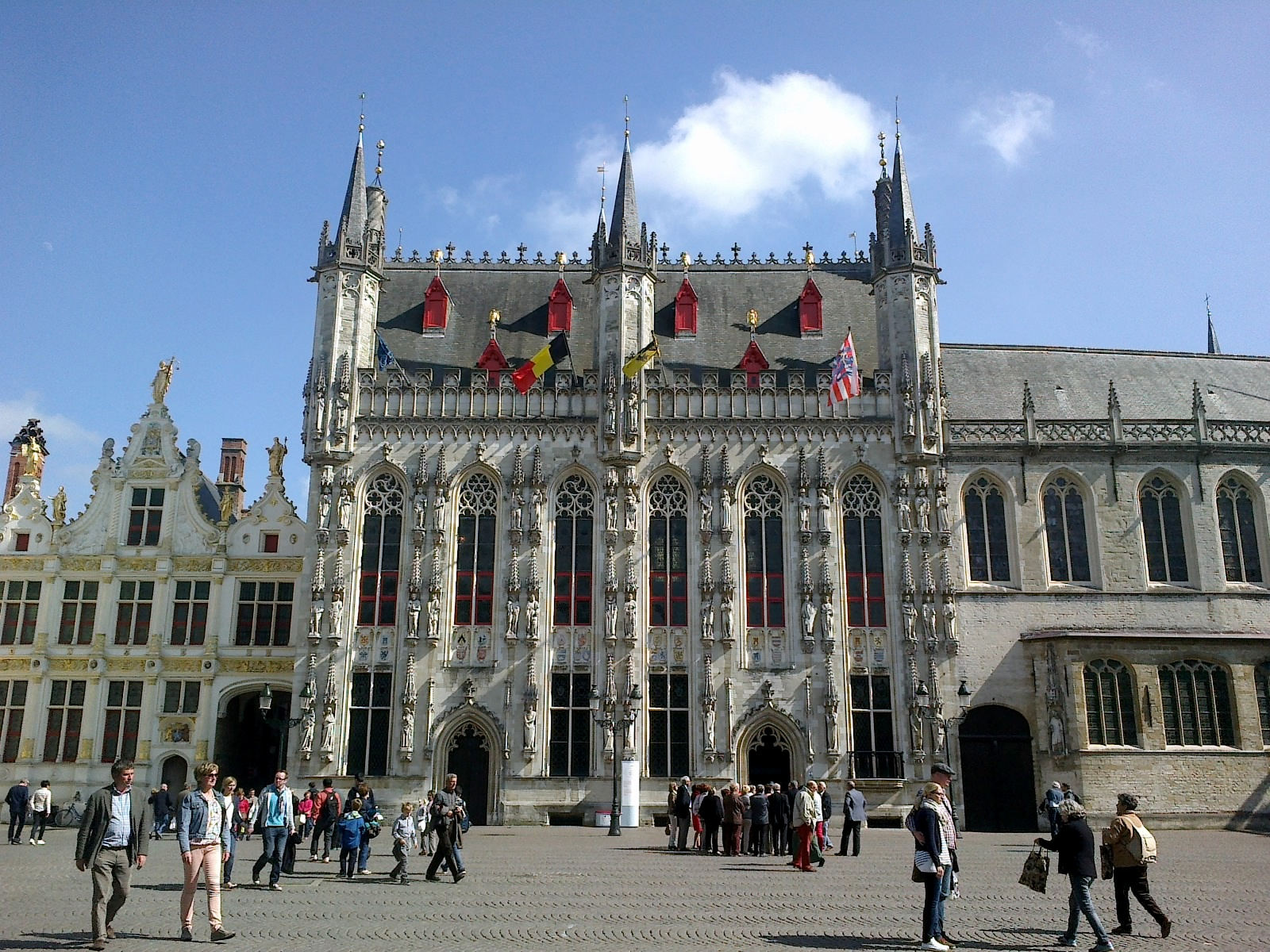

## ギャラリー

### 内部

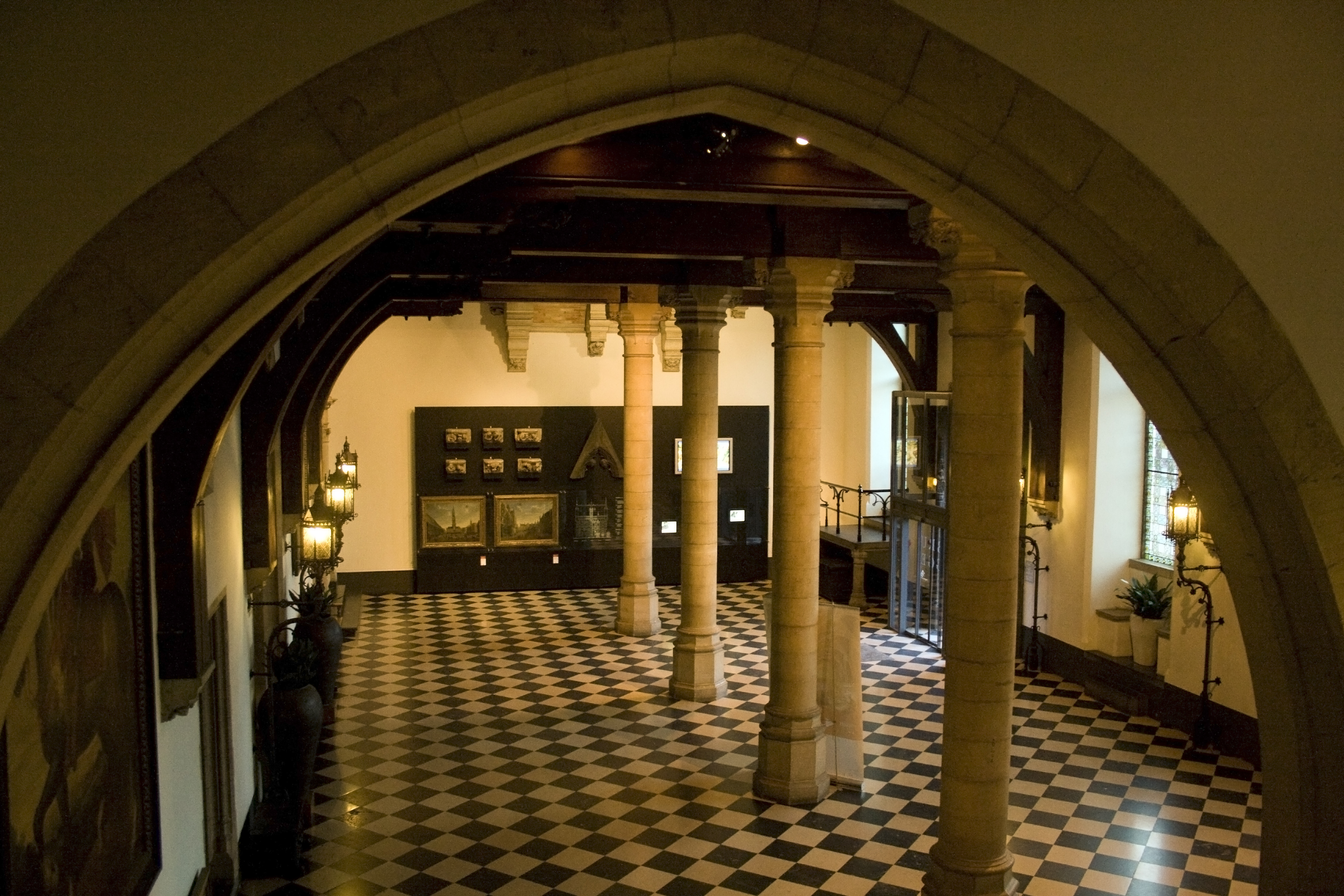
玄関ホール
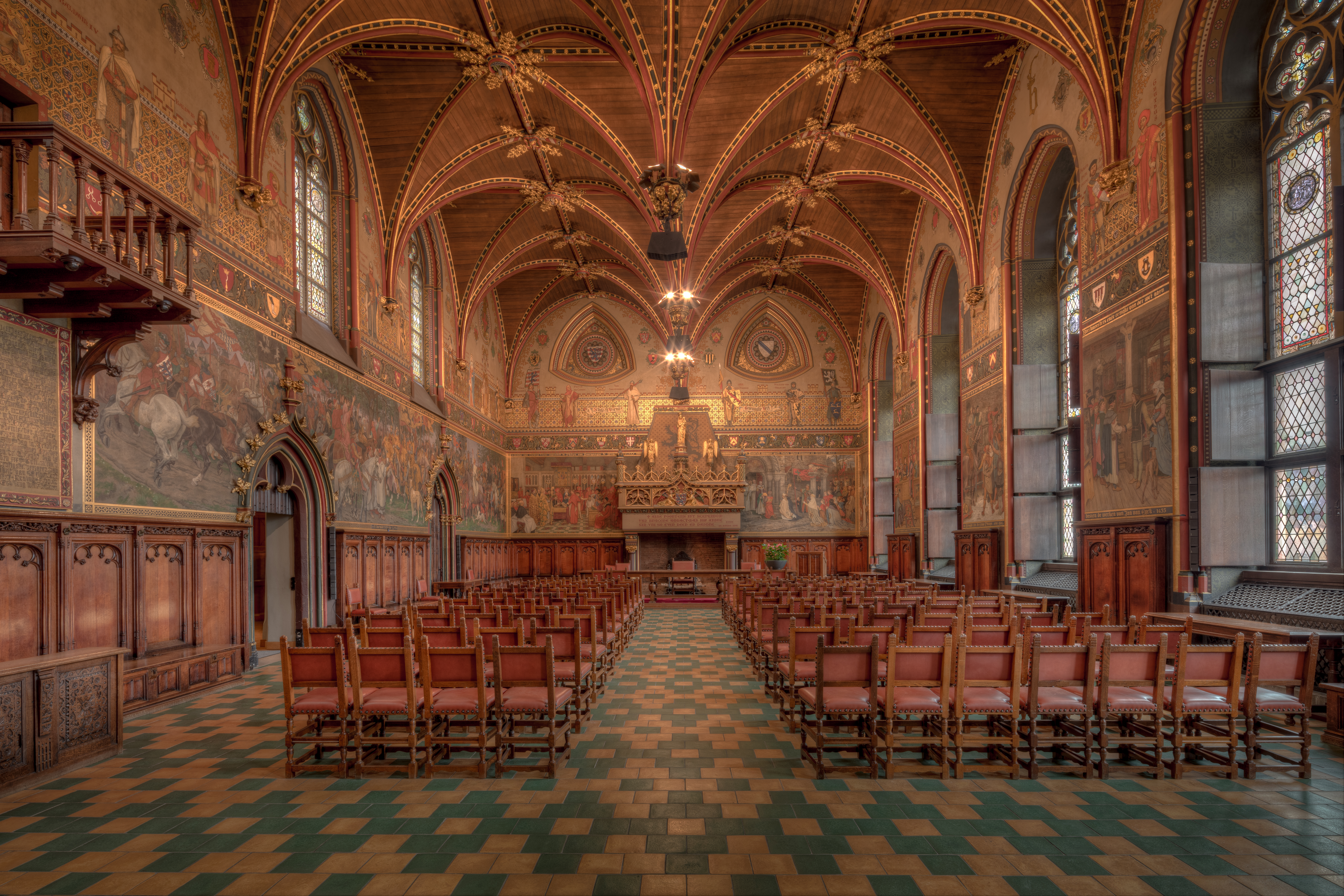